# Johannes Meier (Fußballspieler)
Johannes Meier (* 24. September 1984 in Kaufbeuren) ist ein deutsch-österreichischer Fußballspieler.

## Karriere
In seiner Jugend spielte Meier beim FC Memmingen und beim TSV 1860 München. 2003 wechselte er zum SSV Ulm in die erste Mannschaft. Seit 2006 spielte er beim 1. FC Heidenheim 1846, mit dem er 2009 Meister der Regionalliga Süd wurde und in die 3. Liga aufstieg. Sein Profidebüt gab er am 25. Juli 2009, als er beim 2:2-Unentschieden gegen den Wuppertaler SV Borussia am ersten Spieltag der Saison 2009/10 in der Startaufstellung war.
Am 16. Mai 2011 wurde bekannt, dass Meier den FCH verlassen und seine Profilaufbahn beenden würde.